# Île Saint-Denis
Die Île Saint-Denis ist eine Seine-Insel im Arrondissement Saint-Denis, Département Seine-Saint-Denis in der Region Île-de-France. In ihrer Ausdehnung entspricht sie heute der Gemeinde L’Île-Saint-Denis. Ihren Namen hat sie nach dem heiligen Dionysius, dem ersten Bischof von Paris.

## Geographie
Die Insel wird von zwei Seine-Armen umflossen. Der linke Arm, „petit bras“ oder „bras de Gennevilliers“ genannt, stellt die Grenze zwischen den Départements Seine-Saint-Denis und Hauts-de-Seine dar. Der rechte Arm wird „grand bras“ genannt, in ihn mündet der Canal Saint-Denis. Die Île Saint-Denis ist in ihrer heutigen Form Ende des 19. Jahrhunderts aus der Zusammenführung mehrerer Inseln gebildet worden der bisherigen Île Saint-Denis, der Île du Châtelier (auch Île Saint-Ouen), der Île des Vannes und der Île du Javeau, was ihre ungewöhnliche Länge erklärt.
Die Insel ist von ihrer Südspitze bis zur Nordspitze 4,4 km lang. Sie beschreibt jedoch einen 6,6 km langen, nach Westen geöffneten Bogen mit dem Flussverlauf. Ihre maximale Breite beträgt rund 280 Meter.